# Покровка (Корзовский сельсовет)
Покровка — бывшая деревня в Хиславичском районе Смоленской области России.
Находилась в 2 верстах севернее современной деревни Александровка на правом берегу речки Лызка.

## История
В 1978 году деревни уже не существовало, в справочнике отмечено, что она числилась в списках только до 1972 года.
В 1993 году деревня считалась, как прекратившая существование деревня Корзовского сельсовета Хиславичского района.